# Springfield (Minnesota)
Springfield es una ciudad ubicada en el condado de Brown en el estado estadounidense de Minnesota. En el Censo de 2010 tenía una población de 2152 habitantes y una densidad poblacional de 450,1 personas por km².

## Geografía
Springfield se encuentra ubicada en las coordenadas 44°14′14″N 94°58′53″O / 44.23722, -94.98139. Según la Oficina del Censo de los Estados Unidos, Springfield tiene una superficie total de 4.78 km², de la cual 4.78 km² corresponden a tierra firme y (0%) 0 km² es agua.

## Demografía
Según el censo de 2010, había 2152 personas residiendo en Springfield. La densidad de población era de 450,1 hab./km². De los 2152 habitantes, Springfield estaba compuesto por el 97.82% blancos, el 0.23% eran afroamericanos, el 0.19% eran amerindios, el 0.37% eran asiáticos, el 0% eran isleños del Pacífico, el 0.56% eran de otras razas y el 0.84% pertenecían a dos o más razas. Del total de la población el 4.55% eran hispanos o latinos de cualquier raza.